# Woodinville
Woodinville è una città degli Stati Uniti d'America, situata nella contea di King dello Stato di Washington.